# SN 2009ac
SN 2009ac – supernowa odkryta 5 lutego 2009 roku w galaktyce A020830+1244. W momencie odkrycia miała maksymalną jasność 17,40m.